# ألبرت ستانلي، البارون الأول آشفيلد
ألبرت ستانلي، البارون الأول آشفيلد (بالإنجليزية: Albert Stanley, 1st Baron Ashfield)‏ (و. 1874 – 1948 م) هو سياسي  بريطاني، ولد في Normanton, Derby ‏، كان عضوًا في حزب المحافظين، ترشح في الانتخابات العمومية البريطانية 1918 ‏، توفي في لندن، عن عمر يناهز 74 عاماً.

## مناصب
تولى منصب
- عضو مجلس اللوردات  [لغات أخرى]‏ 9 يناير 1920–4 نوفمبر 1948
- عضو برلمان المملكة المتحدة الـ31 ‏ 14 ديسمبر 1918–9 يناير 1920[3]
- عضو برلمان المملكة المتحدة الـ30 ‏ 23 ديسمبر 1916–25 نوفمبر 1918[2]
- عضو المجلس الخاص بالمملكة المتحدة  [لغات أخرى]‏

.

## الخدمة العسكرية
خدم في الجيش البريطاني.

## جوائز
حصل على جوائز منها:
لقب فارس